# Naso reticulatus
Naso reticulatus és una espècie de peix pertanyent a la família dels acantúrids.

## Descripció
- Pot arribar a fer 49 cm de llargària màxima i 2.250 g de pes.
- 5 espines i 29 radis tous a l'aleta dorsal i 2 espines i 27 radis tous a l'anal.
- Nombre de vèrtebres: 21.[2][3]

## Hàbitat
És un peix marí, associat als esculls i de clima temperat que viu fins als 15 m de fondària.

## Distribució geogràfica
Es troba al Pacífic occidental: Taiwan i Indonèsia.

## Observacions
És inofensiu per als humans.